# Friaria
Friaria è un romanzo breve di fantascienza di Giorgio Sangiorgi, pubblicato nel 1992 da Perseo Libri (poi Elara libri) sul n.11 della rivista Futuro Europa.

## Trama
OmoKeval vive su un pianeta così isolato e lontano dal resto della galassia che le sue notti sono prive di stelle. Crescendo, tuttavia, scopre che i suoi concittadini possiedono un immenso tesoro: sono infatti in grado di captare gran parte delle comunicazioni e delle documentazioni provenienti da tutti i pianeti dell'universo abitati da civiltà tecnologiche.
All'età opportuna, OmoKeval si trasferisce a Friaria, la grande capitale del pianeta ove è raccolta una quantità immensa di conoscenza e lì si appassiona in modo particolare alla cultura di una straordinaria civiltà, quella della Terra. Solo più tardi, tuttavia, divenendo accademico dell'Università di Friaria, scopre una sconcertante verità: la civiltà dei Terrestri sembra essere improvvisamente e inspiegabilmente giunta alla fine.